# أكاديمية العلوم الوطنية الأذربيجانية
أكاديمية العلوم الوطنية الأذربيجانية (بالأذرية: Azərbaycan Milli Elmlər Akademiyası وتعرف اختصارًا AMEA) هي منظمة بحثية رئيسية وطنية، وتمثل الأساس الذي يجري فيه الأبحاث، بالإضافة لتنسيق الأنشطة في مجالات العلوم العلمية والاجتماعية في أذربيجان. تقع الأكاديمية في باكو، تأسست في 23 يناير 1945. الأكاديمية عضو في رابطة الجامعات القوقازية.

## التاريخ
تعد أذربيجان من أقدم المراكز العلمية والثقافية في العالم. لقد خلق سكان أراضيها التاريخية تراثًا ثقافيًا وماديًا ثريًا لآلاف السنين. هناك العديد من الأعمال العلمية بين آثار الثقافة القديمة. لعبت جمهورية أذربيجان الديمقراطية (1918-1920) دورًا مهمًا في تعريف العلم الأذربيجاني وقيمه الفكرية ككنز وطني. كان إنشاء جامعة باكو، وإرسال الطلاب الأذربيجانيين إلى الجامعات الأوروبية، وتطوير اللغة والثقافة الوطنية من بين العوامل التي كان لها تأثير كبير على تطوير العلوم الأذربيجانية ككل. في أوائل العشرينات من القرن الماضي، تركز البحث العلمي في الجمهورية بشكل أساسي في جامعة أذربيجان الحكومية. في 1920-1922، تم إنشاء وتشغيل جمعية علمية تتكون من أقسام إنسانية، طبية وطبيعية. في عام 1925، تم نقل الجمعية إلى تبعية حكومة أذربيجان. بين عامي 1923 و1929 عملت كجمعية البحث والعلاج في أذربيجان. انتخب عبد الرحيم بك حاقفيردييف رئيسًا للجمعية، وانتخب محمد حسن بك وليلي بهارلي أحد أعضائها، وفي عام 1929 أعيد تنظيم هذه الجمعية وأطلق عليها اسم معهد الدولة الأذربيجاني للبحث العلمي. كان المعهد يحتوي على أقسام الطبيعة وعلم الأحياء، التاريخ، الإثنوغرافيا، اللغويات، الأدب، الفن، الفلسفة، الشرق السوفيتي، الشرق الأقصى، الدولة والقانون.
في عام 1932، تم تأسيس فرع أذربيجان التابع لممثلية قوقاز الجنوبية بأكاديمية اتحاد الجمهوريات الاشتراكية السوفياتية على أساس معهد الدولة الأذربيجاني للبحث العلمي. كان يرأس القسم ر. آخوندوف وكان المعهد يضم 11 قسمًا وعدة لجان. عدد من العلماء المشهورين مثل ف. ى.لوينسون، إ.م.قوبكين، آ.آ.قروسهايم، ن.ى.مار، إ.إ.مشانوف، آ.ن.درزاوين، إ.ق.يسمان، وايضا من علماء الاذربيجانيين بكير شوبان زاده، ولي خولوفلو، م. أفندييف، عبد الله تقي زادة، سلمان ممتاز، أغامير محمدوف وآخرون الذين أجروا بحثًا هنا. في أكتوبر 1935 أصبحت هذه المؤسسة العلمية فرع الأذربيجاني لأكاديمية العلوم في اتحاد الجمهوريات الاشتراكية السوفياتية. تم إنشاء معاهد أبحاث الكيمياء، علم النبات، علم الحيوان، التاريخ، الإثنوغرافيا، علم الآثار، اللغة والأدب، بالإضافة إلى قطاعات الطاقة، الفيزياء، الجيولوجيا، علوم التربة في إطار الفرع. الرئيس الأول لهيئة رئاسة الفرع كان أكاديمي ي.م.قوبكين ولاحقًا كان ص.ص ناميوتكين.
بقرار من مجلس مفوضي الشعب لاتحاد الجمهوريات الاشتراكية السوفياتية بتاريخ 23 يناير 1945، تم تحويل الفرع إلى أكاديمية العلوم في أذربيجان. في ذلك الوقت، كانت الأكاديمية تضم 4 أقسام و 16 معهدًا للبحوث، و قسمًا بحثيًا، 3 متاحف، مكتبة علمية مركزية و فروع علمية في ناختشيفان ، كنجة، خانكندي و قوبا. في نفس العام، تم انتخاب 15 عضوا حقيقيا لأكاديمية العلوم في أذربيجان. شمل طاقمها الأول كل من ع.حاجى بَيوف، صمد فورغون، م.ابراهيموف، ي.ممدعليوف، م.قاشقاي، آ.آ. غروشيم، ص.داداشوف، ي.ق.يسمان، م.ميرقاسموف، ش.عزيزبيوف، ع.علي زادة، م.توبجوباشوف، م.حسينوف، ح.حسينوف و إ.إ.شيروكوغوروف. في 31 مارس 1945 ، في أول اجتماع عام لأعضاء الأكاديمية، انتخب مير أسد الله ميرقاسموف رئيسًا. في السنوات التالية يوسف محمدعلييف (1947-1950 ، 1958-1961)، موسى علييف (1950-1958)، زاهد خليلوف (1961-1967)، رستم إسماعيلوف (1967-1970)، حسن عبد اللهيف (1970-1983)، إلدار سالاييف (1983) 1997-1997)، فرامز مقصودوف (1997-2000)، محمود كريموف (2001-2013)، عاكف علي زاده (2013-2019) اصبحوا رئيسًا للأكاديمية.
اعتمدت الأكاديمية منذ انشائها على مقومات المجتمع الأذربيجان في البحوث العلمية والدراسات، الأكاديمية كانت تابعة أو إنشائها لجامعة باكو الحكومية، ثم أصبحت تتبع إداريا الأكاديمية الروسية للعلوم. في عام 1945 أمر مجلس الاتحاد السوفياتي مفوضي الشعب المجتمع إلى إعادة تنظيم أكاديمية العلوم في الجمهورية الأذرية السوفيتية الاشتراكية. خلال السنة الأولى من تنظيم الأكاديمية كان عدد الأكاديميين 15 عضوا، وكان الكاتب والموسيقي عزير حجيبكوف من بينهم. يقع مقر رئاسة الأكاديمية حاليا في المبنى الإسماعيليي التاريخي في شارع الاستقلال في وسط العاصمة باكو.

## الهيكلة
تنقسم أكاديمية العلوم الوطنية الأذربيجانية إلى 6 أقسام، هذا خلافًا لأكثر من 30 مؤسسة بحثية وثقافية في جميع أنحاء البلاد تتبع لها، الأكاديمية لها فروع إقليمية و مراكز علمية في كنجة، ناختشفان، شكي، لنكران و قوبا. هذه الأقسام هي:
- قسم العلوم الطبيعية والرياضيات والتقنية.

1. معهد الفيزياء التابع لأكاديمية العلوم الوطنية الأذربيجانية
2. معهد الانظمة الإدارية التابع لأكاديمية العلوم الوطنية الأذربيجانية
3. معهد الرياضيات والميكانيكا التابع لأكاديمية العلوم الوطنية الأذربيجانية
4. مرصد شماخي للفيزياء الفلكية باسم نصر الدين الطوسي
5. معهد مشاكل الإشعاع التابع لأكاديمية العلوم الوطنية الأذربيجانية
6. معهد تكنولوجيا المعلومات التابع لأكاديمية العلوم الوطنية الأذربيجانية
7. معهد الفيزياء الحيوية التابع لأكاديمية العلوم الوطنية الأذربيجانية

- قسم العلوم الكيميائية.

1. معهد العمليات البتروكيماوية باسم الأكاديمي ي.ممدعلييف
2. معهد لكيمياء المواد المضافة باسم الاكاديمي أ. قولييف
3. معهد مواد البوليمر في الأكاديمية
4. معهد الحفز والكيمياء غير العضوية باسم مورتوزا نقييف

- قسم علوم الأرض.

1. معهد الجيولوجيا والجيوفيزياء في الأكاديمية
2. معهد الجغرافيا باسم الأكاديمي هـ. علييف
3. معهد النفط و الغاز بالأكاديمية
4. مركز خدمة رصد الزلازل الجمهوري التابع للأكاديمية

- قسم العلوم البيولوجية والطبية.

1. معهد علم النبات التابع للأكاديمية
2. معهد علم الحيوان التابع للأكاديمية
3. معهد الموارد الوراثية التابع للأكاديمية
4. باسم آ.ي. قارايف معهد علم وظائف الأعضاء
5. معهد علوم التربة والكيمياء الزراعية التابع للأكاديمية
6. معهد علم الأحياء الدقيقة التابع للأكاديمية
7. معهد علم الشجرة
8. الحديقة النباتية المركزية بالأكاديمية
9. معهد البيولوجيا الجزيئية والتكنولوجيا الحيوية التابع للأكاديمية

- قسم العلوم الزراعية.
- قسم العلوم الإنسانية والاجتماعية.

1. معهد المخطوطات باسم محمد فضولي
2. معهد العمارة و الفنون التابع للأكاديمية
3. معهد الفولكلور التابع للأكاديمية
4. المتحف الوطني للأدب الأذربيجاني باسم نظامي كنجوي
5. معهد الأدب باسم نظامي كنجوي
6. معهد اللغويات باسم عماد الدين نسيمي
7. متحف منزل حسين جاويد
8. آ. باكيخانوف معهد التاريخ باسم
9. معهد الآثار والاثنوغرافيا التابع للأكاديمية
10. معهد الاقتصاد بالاكاديمية
11. معهد الفلسفة وعلم الاجتماع بالأكاديمية
12. معهد الاستشراق باسم الأكاديمي ض. بونيادوف
13. معهد القانون و حقوق الإنسان بالأكاديمية
14. متحف التاريخ الوطني لأذربيجان
15. معهد تاريخ العلوم بالأكاديمية
16. معهد دراسات القوقاز التابع للأكاديمية

## الأعضاء
أكاديمية تضم في عضويتها من اثنين من المستويات. يوجد حاليًا في الأكاديمية 57 عضوا نشطًا، ويوجد 104 أعضاء متعاونين، يتم منح العضوية من خلال تصويت أعضاء الأكاديمية، كما تمنح الأكاديمية العضوية الفخرية.

## الرئاسة
المنصب التنفيذي الرئيسي في الأكاديمية هو رئيس أكاديمية العلوم الوطنية الأذربيجانية، الذي يتم انتخابه من قبل أعضاء الأكاديمية. أما أسماء رؤساء الأكاديمية منذ إنشائها حتى الآن فهم:
| اسم الرئيس              | فترة الرئاسة        |
| ----------------------- | ------------------- |
| مير أسد الله ميرغاسيموف | 1945–1947           |
| يوسف ماماداليف          | 1947–1950 1958–1961 |
| موسى عليف               | 1950–1958           |
| زاهيد خليلوف            | 1961–1967           |
| رستم إسماعيلوف          | 1967–1970           |
| حسن عبدليف              | 1970–1983           |
| إلدار سالاييف           | 1983–1997           |
| فاراماز ماقسودوف        | 1997–2000           |
| محمد كريموف             | 2000–2013           |
| عكيف علي زاده           | 2013–2019           |
| راميز مهدييف            | 2019–2022           |
| عيسى حبيب بيلي          | 2022–الآن           |

## انتقادات
ووجهت انتقادات للأكاديمية من قبل العديد من أعضاء الجمعية الوطنية في البرلمان الأذري، في يوليو 2012 لنشرت قصة للأطفال بعنوان "ابن غير مرغوب به في القانون"، الذي يتضمن لغة بذيئة ومشاهد مصورة لسفاح قاتل. وقد نشرت القصة في عام 2007 في الجزء السادس من مختارات قصصية.

## وصلات خارجية
- موقع أكاديمية العلوم الوطنية الأذربيجانية